# Comunitat de comunes del Coglais
La Comunitat de comunes del Coglais (en bretó Kumuniezh-kumunioù ar Gougleiz) és una estructura intercomunal francesa, situada al departament de l'Ille i Vilaine a la regió Bretanya, al País de Fougères. Té una extensió de 170,07 kilòmetres quadrats i una població d'11.380 habitants (2006).

## Composició
Agrupa 11 comunes :
1. Baillé
2. Le Châtellier
3. Coglès
4. Montours
5. Saint-Brice-en-Coglès
6. Saint-Étienne-en-Coglès
7. Saint-Germain-en-Coglès
8. Saint-Hilaire-des-Landes
9. Saint-Marc-le-Blanc
10. La Selle-en-Coglès
11. Le Tiercent